# Estádio Rei Pelé
Het Estádio Rei Pelé, ook bekend onder de bijnaam Trapichão, is een multifunctioneel stadion in Maceió, in de staat Alagoas. Het stadion wordt het meeste gebruikt voor voetbalwedstrijden en is het thuisstadion van de clubs CRB en CSA. Het stadion is eigendom van de staat en werd vernoemd naar voetballegende Pelé. 
De eerste wedstrijd werd gespeeld op 25 oktober 1970 door een All-stars team van de staat Alagoas tegen topclub Santos, dat met 0-5 ging winnen.